# كيت براونلي شيروود
كيت براونلي شيروود (بالإنجليزية: Kate Brownlee Sherwood)‏ هي صحفية ومترجمة وكاتِبة وشاعرة أمريكية، ولدت في 24 سبتمبر 1841 في مقاطعة ماهوننغ في الولايات المتحدة، وتوفيت في 15 فبراير 1914 في واشنطن العاصمة في الولايات المتحدة.